# Cadran à tronc cylindrique
On trouve la description de ce type de cadran dans Les récréations mathématiques de Jacques Ozanam (1778), ou dans la Gnomonique graphique de Joseph Mollet (1820).
L'heure se lit à l'intersection de l'ombre du chapeau sur le tronc cylindrique avec la limite ombre-lumière sur ce même cône.

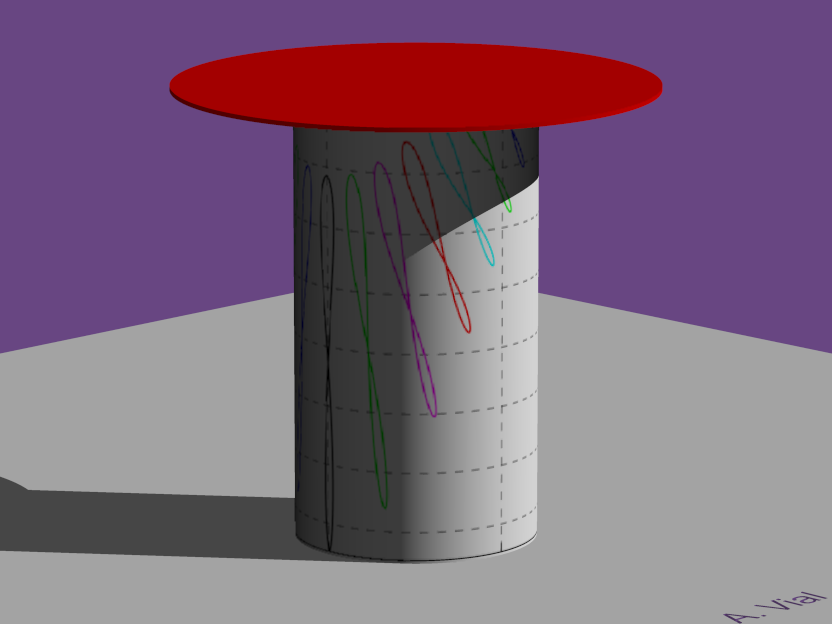
Exemple de cadran à chapeau